# Caja Nacional de Ahorro y Seguro
La Caja Nacional de Ahorro Postal fue una entidad financiera argentina creada el 5 de abril de 1915, durante el gobierno del presidente Victorino de la Plaza, con la finalidad de fomentar el hábito del ahorro.

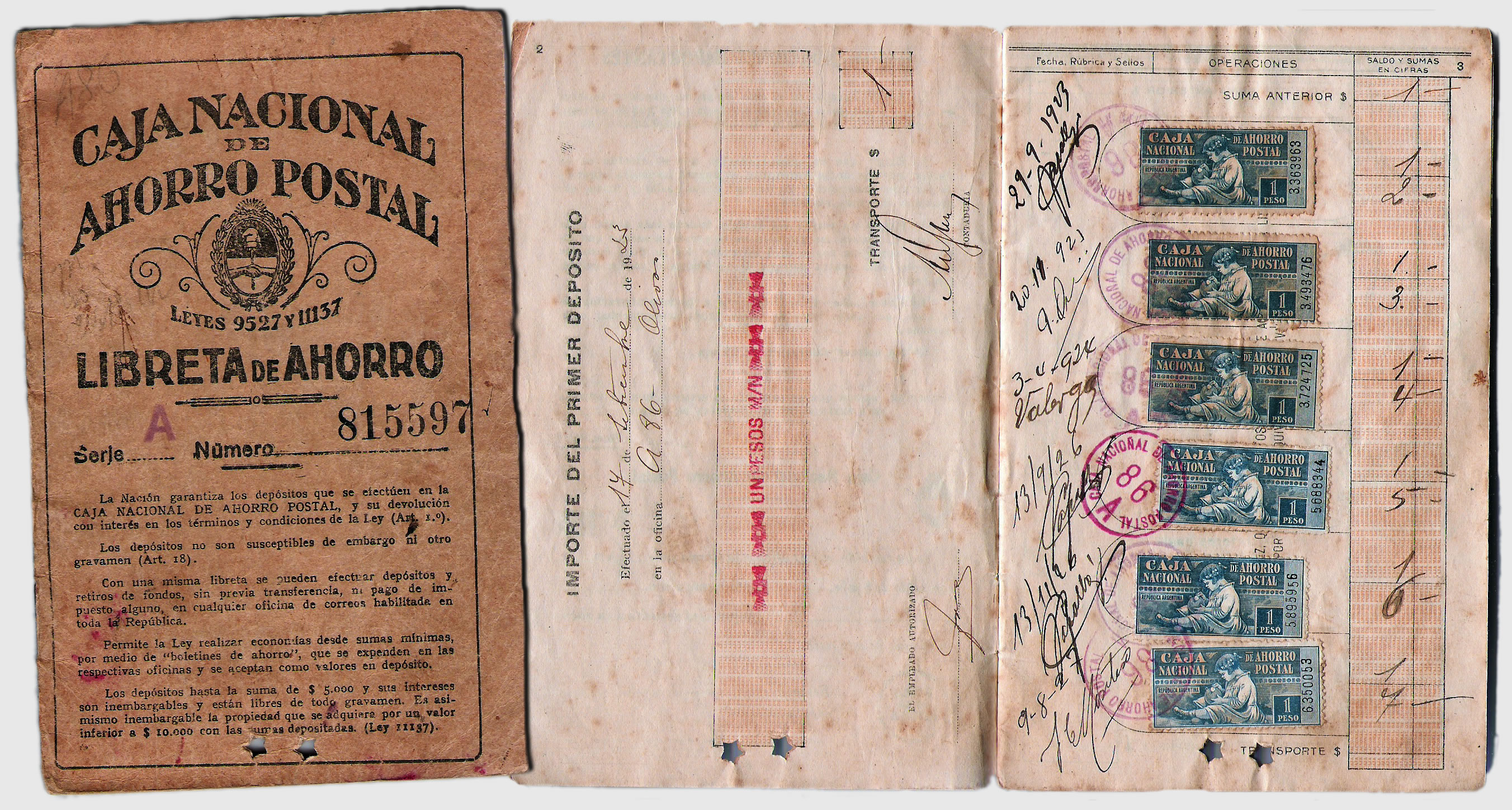
Libreta de Ahorro de la Caja Nacional de Ahorro Postal, año 1923. Nótense las estampillas de 1 peso moneda nacional adheridas a la misma.

Su libreta de ahorro fue utilizada para depositar los ahorros de muchísimos niños argentinos por aquella época puesto que permitía ahorrar pequeñas sumas de dinero comprando estampillas que se pegaban en la libreta, y que eran admitidas por la entidad como valores en depósito.
Durante el peronismo en 1946 entra en el negocio de los seguros con buena repercusión comercial. Las publicaciones de la Caja de Ahorro se volvieron masivas, que enseñaban a organizar el presupuesto familiar. Durante esa época y gracias a la bonanza económica miles de niños de la República Argentina utilizaban la libreta de la Caja Nacional de Ahorro Postal para realizar sus ahorros. Ellos compraban las estampillas y las pegaban en las hojas de la libreta, que eran reconocidas por la entidad en calidad de valores en depósito. Décadas más tarde, en 1973, pasó a denominarse Caja Nacional de Ahorro y Seguro, conservando esta denominación hasta que fue privatizada en 1994, durante la administración de Carlos Menem. Actualmente se denomina Caja de Ahorro y Seguro S.A. pero se dedica exclusivamente a la comercialización de seguros generales. Pertenece al grupo italiano Assicurazioni Generali.

## Funcionamiento
Los niños podían adquirir estampillas incluso en la escuela donde concurrían, y se pegaban en una hoja grande que se doblaba para poderse llevar. Cuando se llenaba la hoja, se concurría al Correo o a cualquier sede de la Caja y cambiaban esa hoja por una estampilla con el valor del importe de esa hoja, que colocaban en la libreta, lo firmaban y sellaban, sumando ese importe al importe que se tenía depositado.

## Ahorro y devaluación
La inestabilidad de la moneda argentina, y su continua devaluación con respecto al dólar a partir del año 1930, hizo que el dinero depositado  antes de esa fecha, y sobre todo después, perdiera continuamente y rápidamente su valor. Esta situación se acentuó durante los últimos años de la década del 50 y al final del primer gobierno peronista. Desde entonces y hasta hoy en día la inflación (https://www.billetesargentinos.com.ar/articulos/cotizacion.htm) ha hecho que un Peso Moneada Nacional  - vigente hasta diciembre de 1969 – valga mil millones de millones de pesos (o sea 1000x1000000x1000000) de 1992 – vigente actualmente.